# Idioma itzá
El idioma Itzá (autoglotónimo Itza' ) es una lengua mayense que forma parte de la rama yucateca, junto con el maya yucateco, lacandón y mopán. En el pasado era hablado por la totalidad de la población Itzá en El Petén y en Belice. En la actualidad el idioma está extinto en Belice y es únicamente hablado por una docena de personas mayores en Guatemala en las comunidades itzá ubicadas al norte del lago de Petén Itzá.
La Academia de Lenguas Mayas de Guatemala está apoyando esfuerzos para rescatar el idioma con la formación de facilitadores de enseñanza del idioma maya Itza' en los establecimientos educativos.